# Гаррідуш (Сантьягу)
Уш Гаррідуш Клубе ді Сан-Домінгуш або просто Гаррідуш (порт. Os Garridos Clube de São Domingos) — професіональний кабовердійський футбольний клуб з міста Сан-Домінгус, на острові Сантьягу.

## Історія
Гаррідуш було засновано 15 травня 1948 року в передмісті Сан-Домінгуса містечку Кальєта ді Сан-Мігел на острові Сантьягу. До 2010 року клуб грав у Чемпіонаті острова Сантьягу (Північ). В сезоні 2013-14 років клуб грав у Другому дивізіоні, а зараз грає у вищому дивізіоні Чемпіонату острова.

## Форма та логотип
Логотип та форма клубу білого та блакитного кольорів. Логотип клубу складається з кола кольору блакитного моря з орлом на середині, який оточений темно-синім колом. На цьому колі можна прочитати повну назву клубу та його дату заснування.

## Досягнення
- Другий дивізіон Чемпіонату острова Сантьягу (Південь): 1 перемога

2013/14

## Історія виступів у чемпіонатах та кубках
| Сезон   | Див. | Міс. | Іг. | В | Н | П | ЗМ | ПМ | РМ  | О | Кубок | Суперкубок | Примітки                          |
| ------- | ---- | ---- | --- | - | - | - | -- | -- | --- | - | ----- | ---------- | --------------------------------- |
| 2013–14 | 3    | 1    | -   | - | - | - | -  | -  | -   | - |       |            | Вихід до національного чемпіонату |
| 2014–15 | 2    | 7    | 18  | 5 | 4 | 9 | 12 | 22 | -10 | 9 |       |            |                                   |

## Відомі гравці
- Адмілсон Кабрал Сіссоко (до 2014 року)